# Plainpalais
Plainpalais est un quartier de la ville de Genève (Suisse) et une ancienne commune du canton du même nom.

## Histoire

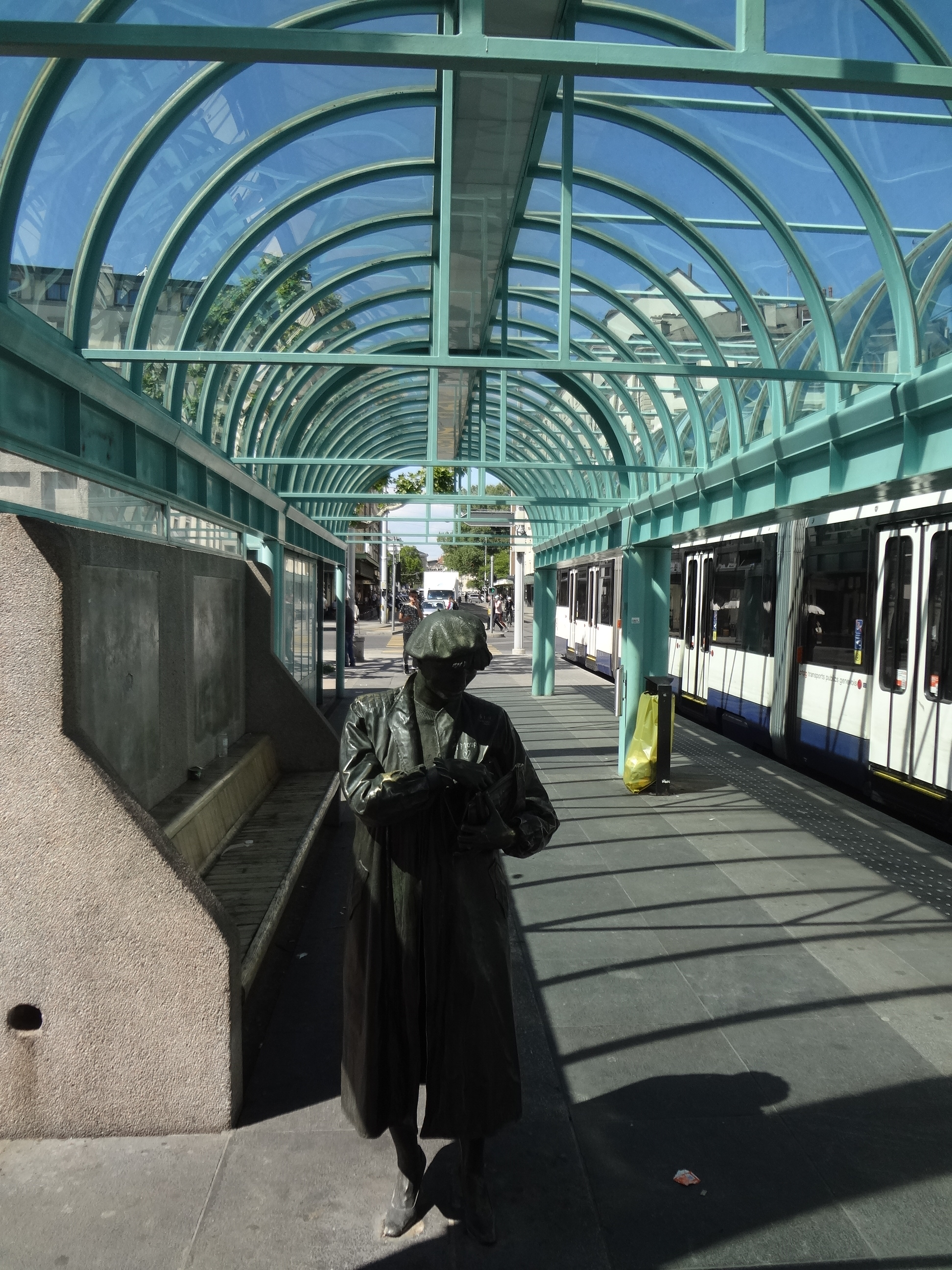
Arrêt de tram attaché au rond-point de Plainpalais avec sa statue en bronze sculptée par John Aldus représentant l'une de ses amies en la personne de Monique Barbier-Mueller.

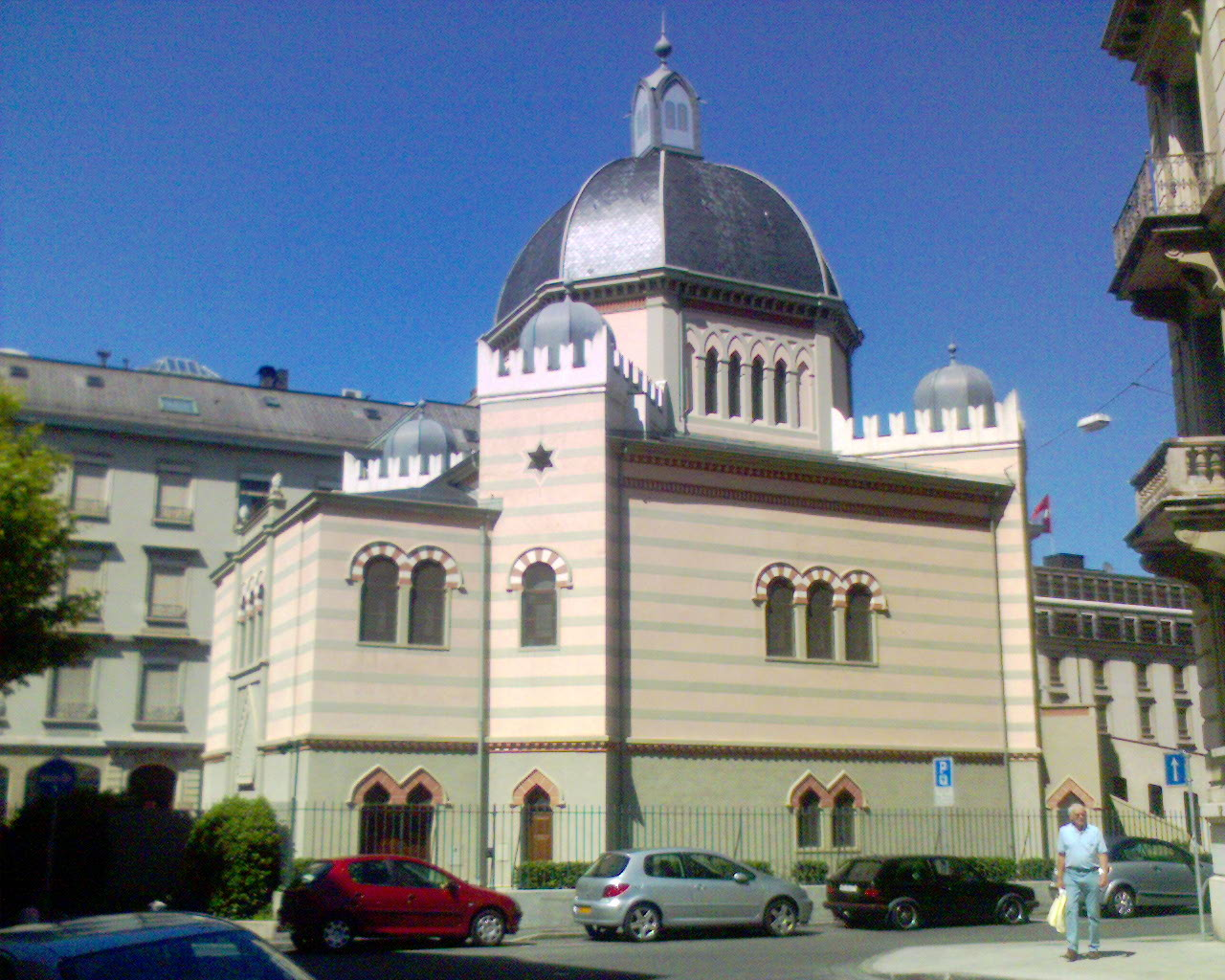
Synagogue de Plainpalais

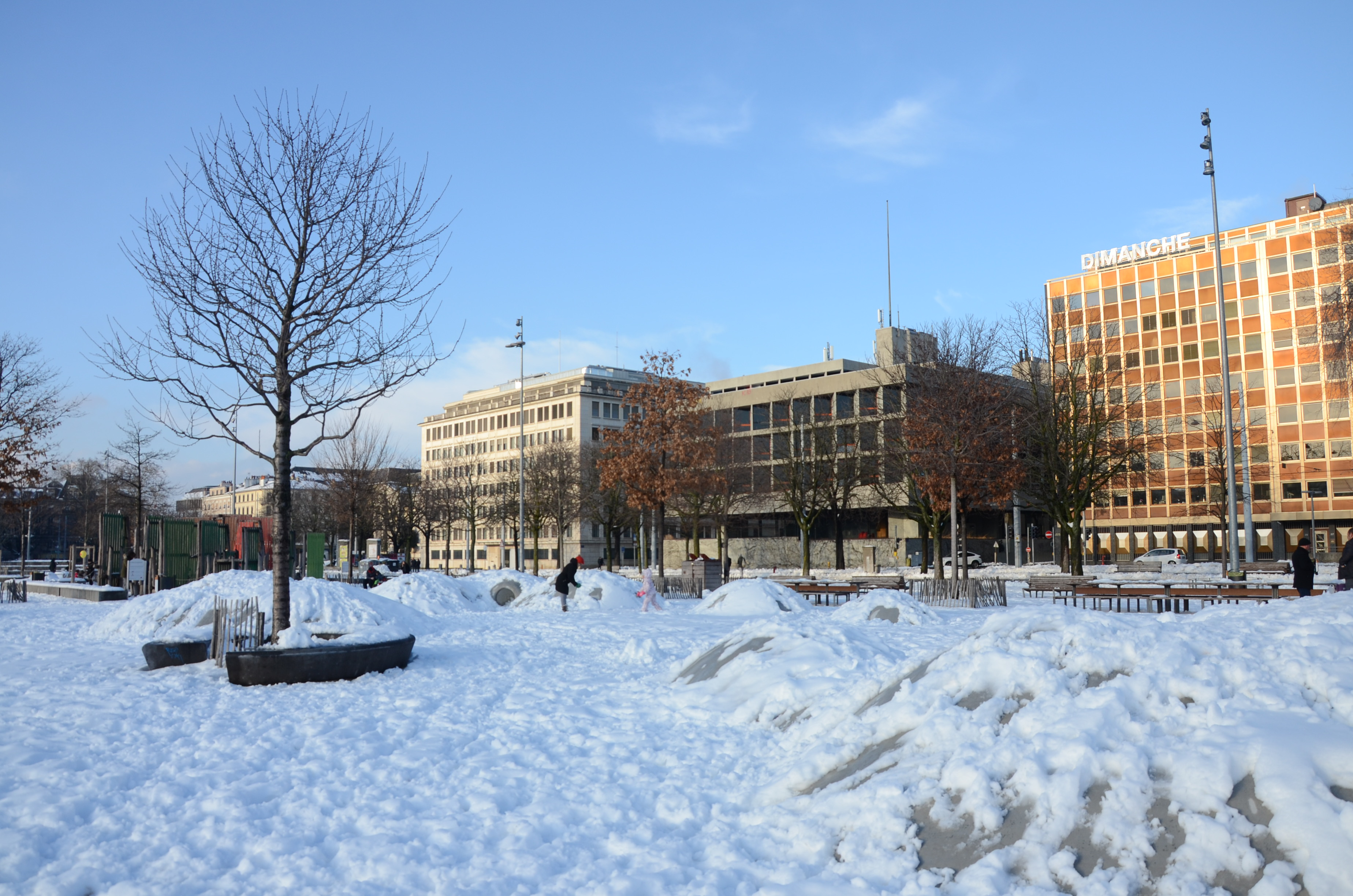
La plaine de Plainpalais sous la neige,

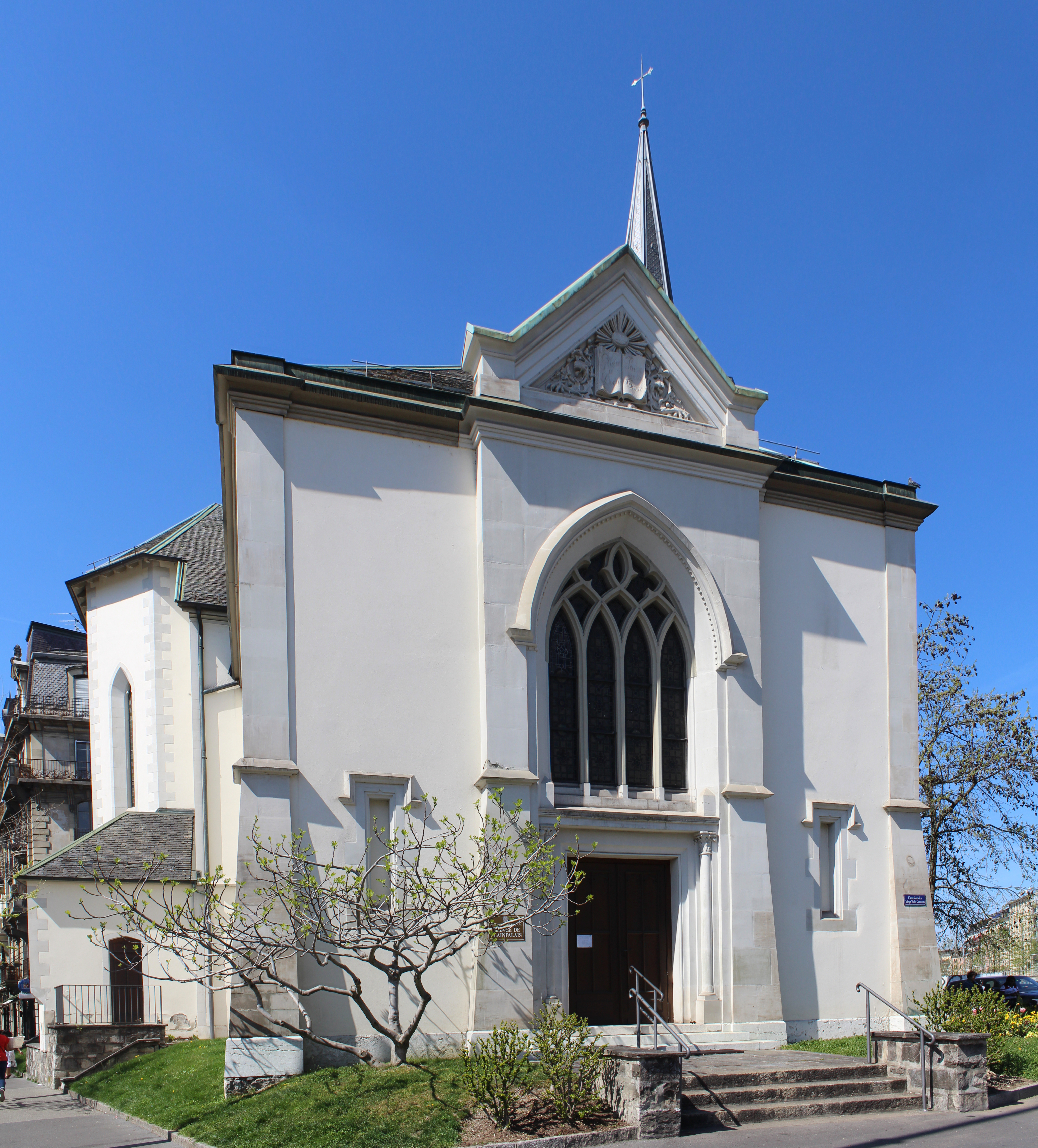
Temple de Plainpalais

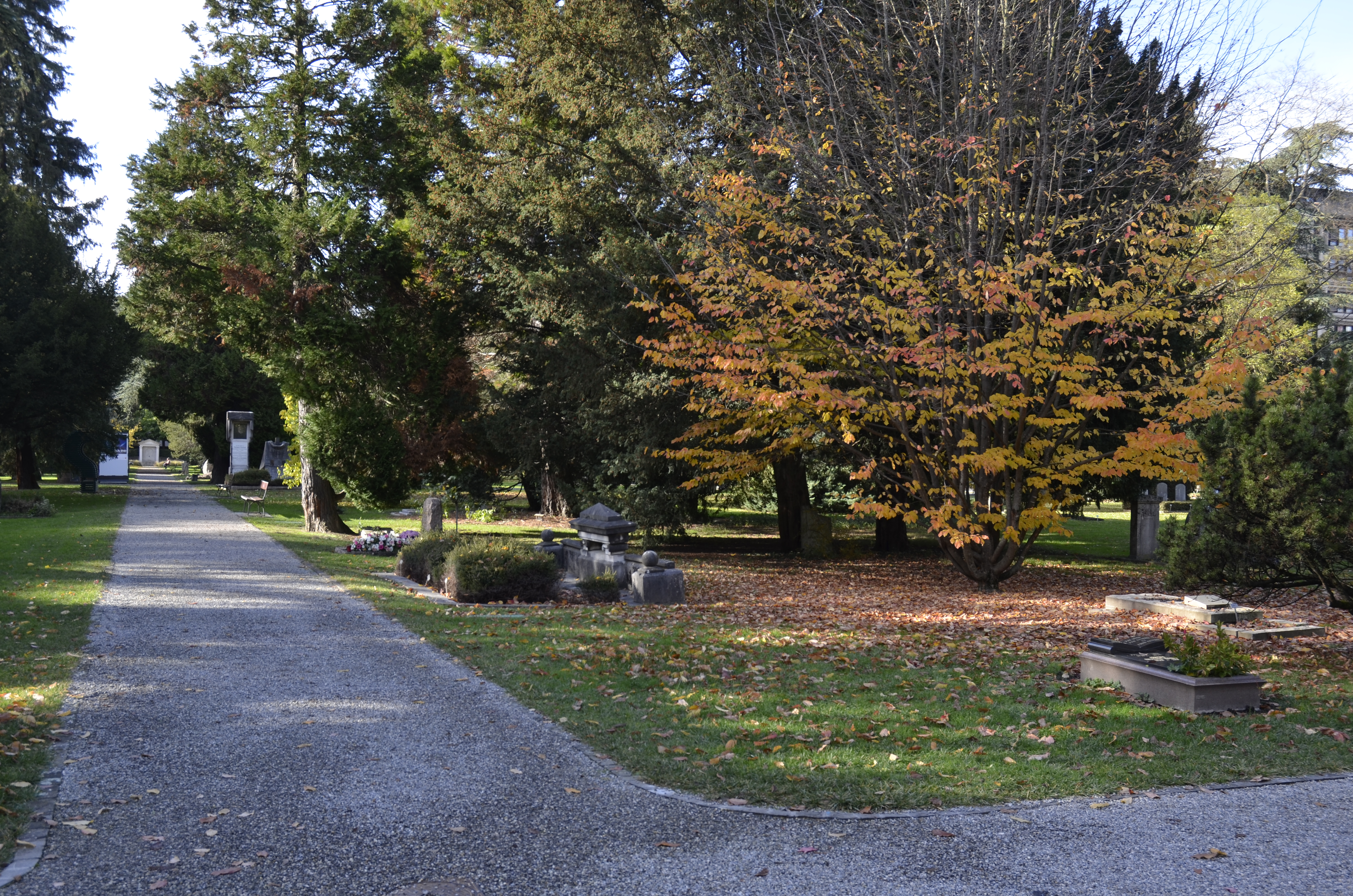
Allée centrale du cimetière des Rois où sont enterrés certains magistrats locaux ainsi que nombre de personnalités du cru ayant incidemment contribué à la renommée et au rayonnement de la ville de Genève.

Formé des faubourgs de Palais, plaine marécageuse (plana palus), de Saint-Léger et de Saint-Victor, entre le Rhône et l'Arve, le territoire de l'ancienne commune couvre les quartiers actuels de Plainpalais, de La Jonction, de La Cluse, des Tranchées, de Champel, du Bout-du-Monde, des Acacias et une bande de terre sur la rive gauche de l'Arve (Les Vernets). Elle s'est aussi appelée Banlieue de Neuve (du nom d'une des portes de Genève).
La rive gauche de l'Arve est disputée entre les États de Savoie et Genève jusqu'au traité de Turin (1754) qui l'attribue à la ville. Plainpalais devient commune par la loi du 17 février 1800, date à laquelle le Conseil municipal et la fonction de maire sont instaurées. Au XVIIIe siècle, Plainpalais est principalement une banlieue maraîchère (culture des choux, des artichauts, des laitues et des cardons) et un lieu de détente avec la plantation d'allées arborisées autour d'un vaste losange (actuelle plaine de Plainpalais). Dès 1848, le site devient propriété de la commune et sert à des réjouissances tant militaires que civiles. Le site attire plusieurs institutions culturelles et de divertissement regroupées dans un faible rayon (cirque en 1865, diorama en 1880, casino en 1887, théâtres, etc.) et est marqué durablement par l'Exposition nationale de 1896. En 1849, lorsque se pose la question de la création d'un hôpital cantonal, le choix des députés se porte sur l'ancienne propriété d'Edouard Claparède pour sa proximité de la ville et son exposition favorable. L'implantation de l'hôpital cantonal (1856), de la maternité (1875), de l'école de médecine (1876) et de l'école de chimie (1878) diversifient les activités de la commune.
Celle-ci se développe sous l'autorité de Charles Page (maire entre 1882 et 1910), puis de Jacques Louis Willemin (maire de 1910 à 1922) : les ponts Sous-Terre (1891) et de la Coulouvrenière (1896), les quais du bord de l'Arve (1890-1891), la nouvelle mairie (1888) et la Maison communale (1906), unique à Genève, sont réalisés. Implantés vers la Coulouvrenière, l'usine à gaz (1845-1914) et les Forces motrices (bâtiment construit entre 1883 et 1892) donnent à la commune des atouts industriels dans le secteur de la mécanique (quartier de La Jonction). Plusieurs bâtiments scolaires sont construits entre 1885 et 1903 et des rues et boulevards sont percés ou élargis dès 1890 (dont l'avenue du Mail, le boulevard Carl-Vogt et le boulevard Saint-Georges). La Comédie de Genève est inaugurée le 24 janvier 1913 au numéro 6 du Boulevard des Philosophes. À la rue du Vieux-Billard, est construit à l'actuel no 25  (en 1912-1913) par le Département des Œuvres sociales un bâtiment dont la première affectation fut, en 1914, l’hôtellerie populaire pour hommes, gérée par l’Armée du Salut (entre 1914 et 1938) puis accueille jusqu'en 1956 une fabrique de verres de montres (installée par Mme Isler), de 1956 à 1969 une société de produits pharmaceutiques (ETREA) pour enfin être racheté par la Ville de Genève (plus exactement aux Loyers et Redevances) en 1969. Ce bâtiment est actuellement occupé par; l'AVIVO, le Parti du travail et le Club de Billard de Plainpalais (association sportive de billard français qui s'installe par hasard à la rue du Vieux-Billard en 1975, rue qui portait déjà le nom en référence au jeu de billard tout comme sa voisine l'avenue du Mail celle du jeu de mail).
Au début du XXe siècle, de nombreux immeubles remplacent villas et jardins à l'entrée du quartier de Florissant. Les derniers travaux menés par la commune concernent l'élargissement de la rue Beau-Séjour et de la rue Dancet, en 1928-1929, et la création de la place des Augustins en 1930. La votation de la loi de fusion administrative en mai 1930 (2673 oui contre 1535 non) met fin à l'autonomie de la commune de Plainpalais qui est intégrée à celle de la ville de Genève en 1931.
L'année suivante, les socialistes genevois protestent contre le projet de l'Union nationale d'organiser à la salle communale de Plainpalais (actuel théâtre Pitoëff) une mise en accusation des dirigeants socialistes, Léon Nicole et Jacques Dicker, l'arrière-grand-père du romancier Joël Dicker. Le parti socialiste genevois appelle à l'organisation d'une manifestation antifasciste. Le Conseil d'État genevois craignant une émeute demande le soutien de la Confédération. Le 9 novembre 1932 à 21h34, trois sections d'une compagnie d'École de recrues, appelées en renfort de la police genevoise, se sentant acculées devant l'ancien Palais des expositions (Uni Mail), ouvrent le feu sur la foule faisant 13 morts et 70 blessés. La fusillade du 9 novembre 1932 à Genève a un retentissement mondial du fait de la présence de la Société des Nations. La droite suisse tentera d'accréditer la thèse d'un complot révolutionnaire, afin de justifier les tirs. Le Parti socialiste suisse hostile à Léon Nicole refuse de soutenir une grève générale.
Deux procès distincts sont organisés pour déterminer les responsabilités des militaires d'une part et celles des émeutiers présumés d'autre part. Les manifestants sont jugés par un tribunal constitué de trois juges fédéraux assistés d'un jury (cour d'assises). À l'époque, en matière pénale, le Tribunal fédéral juge des délits commis à l'encontre de la Confédération et de certaines autres infractions de nature politique (haute trahison, appel à la révolte, actes de violence à l'encontre des autorités fédérales et notamment des crimes et des délits politiques qui sont la cause ou la suite de troubles par lesquels une intervention fédérale armée est occasionnée). Le 10 novembre 1932, Léon Nicole est arrêté. Albert Dupont-Willemin est brièvement son avocat, avant d'être lui-même arrêté le 7 décembre 1932 et inculpé avec son client et seize manifestants de gauche. Au cours du procès devant les Assises fédérales qui se tiennent en mai-juin 1933 à la salle centrale de la Madeleine, son beau-père, Jacques Louis Willemin, qui était intervenu auprès des autorités fédérales pour faire libérer Nicole après son arrestation lors de la grève générale de 1918, apparaît également comme avocat de la défense. Léon Nicole défendu par Jacques Dicker est condamné, tandis qu'Albert Dupont-Willemin est acquitté.
En 1939, en raison d'une mésentente concernant le Pacte germano-soviétique et à la suite de l'invasion de la Finlande par l'Union soviétique les deux hommes s'opposeront. Favorable au Pacte germano-soviétique, Léon Nicole est exclu du Parti socialiste suisse en septembre 1939. Mais la majorité des membres de la section de Vaud et du Parti socialiste genevois, qui a accueilli les membres du parti communiste après son interdiction à Genève en 1937, le soutiennent et fondent la Fédération socialiste suisse dont Léon Nicole obtient la présidence. Albert Dupont-Willemin quitte le Parti socialiste genevois de Léon Nicole pour fonder avec André Oltramare et Charles Rosselet le Parti socialiste de Genève, affilié au Parti socialiste suisse. En conséquence, il renonce à ses mandats au Conseil municipal de la ville de Genève et au Grand Conseil du canton de Genève. Il est réélu au Grand Conseil en 1942, comme membre du parti issu de l'aile sociale-démocrate du Parti socialiste genevois, le Parti socialiste de Genève, qui a repris en 1941 le nom de Parti socialiste genevois à la suite de l'interdiction du parti de Léon Nicole. Après la fermeture du journal Le Travail en 1940 et la dissolution de la Fédération socialiste suisse en mai 1941, Léon Nicole poursuit une activité politique semi-clandestine. Ce qui lui vaut d'être emprisonné avec son fils Pierre pendant trois semaines en août 1943. En septembre 1943, Albert Dupont-Willemin soumet au Grand Conseil un arrêté législatif demandant au Conseil d'État genevois d'intervenir auprès du Conseil fédéral pour lever l'interdiction de la Fédération socialiste suisse. En effet, les positions de la gauche antifasciste semblent s'adapter à l'évolution des conflits armés. Depuis le 22 juin 1941, à la suite de l'opération Barbarossa, l'Union soviétique est engagée aux côtés des Alliés sur le Front de l'Est, alors que la Finlande, soutenue militairement par l'Allemagne nazie, est à nouveau en guerre contre la Russie depuis le 25 juin 1941.
La présence du Palais des expositions à Plainpalais, entre 1926 et 1980, renforce la dynamique du quartier. À sa démolition, le site est occupé par l'un des principaux bâtiments de l'Université de Genève (Uni-Mail).
C'est à Plainpalais que se trouve également le siège de l'Organisation mondiale du mouvement scout (OMMS).

## Culture
Un musée est consacré à la commune de Plainpalais avant qu'elle ne soit absorbée par la ville en 1931. Ce musée a été créé en 1953 par l'association des intérêts de Plainpalais. Il est situé dans l'ancienne Mairie de Plainpalais, au 35 boulevard du Pont-d'Arve, au premier étage.
Le musée d'ethnographie de Genève (MEG) est situé dans ce quartier, au 65-67 boulevard Carl-Vogt tandis que le musée Patek Philippe (dédié à l'horlogerie) est situé au 7 rue des Vieux-Grenadiers.
En 2012, un nouveau skatepark en béton, qui succède à des rampes en bois, est inauguré à l'extrémité nord de la plaine de Plainpalais. C'est l'un des rares parcs de ce type situé au centre-ville en Europe.

## Personnalités liées
- Louis Segond, pasteur et traducteur de la Bible, y est né en 1810.
- Juliette Lasserre, photographe, y est née en 1907.